# Falando Sério
Falando Sério é uma canção brasileira composta por Maurício Duboc e Carlos Colla, originalmente gravada por Roberto Carlos para o seu álbum homônimo lançado em 1977.

## Outras versões
- Em 2002, Maurício Manieri regravou a canção para o seu terceiro álbum "Apartamento 82".[2]
- Em 2003 o Babado Novo gravou a canção para o álbum Sem Vergonha. A banda regravou-a novamente para o seu terceiro álbum ao vivo "Uau! Ao Vivo em Salvador", lançado em CD e DVD. A canção está presente somente no CD.[3]
- Em 2009, a ex-vocalista do Babado Novo, Claudia Leitte, regravou a canção para o especial televisivo Elas Cantam Roberto Carlos, mais tarde lançado em CD, DVD e Blu-ray. Para o especial, Claudia apresentou a canção pela primeira vez com um arranjo diferente a versão de axé gravada por ela ainda no Babado Novo, dessa vez em um ritmo mais lento. A canção está presente no CD volume dois.[4][5]
- Em 2011, Maurício Manieri gravou uma versão ao vivo da canção para o seu álbum "Celebrar" lançado em 2011 em CD, DVD e download digital.[6]
- Em 2011, Claudia Leitte regravou a canção mais uma vez para o seu terceiro álbum em carreira solo, "Negalora: Íntimo", lançado em 2012 pela Som Livre nos formatos CD, DVD e download digital. O arranjo dessa versão é similar ao arranjo apresentado por Claudia no especial "Elas Cantam Roberto Carlos".[7][8]
- Em 2012, a cantora Thalita Pertuzatti apresentou a canção no The Voice Brasil na etapa ao vivo do programa. Thalita fez parte do time de Claudia Leitte.[9]
- Em 2014, Roberto Carlos e a cantora Alcione apresentaram a canção em um medley com as canções Estranha Loucura, Sufoco, Além do Horizonte, Meu Ébano e Nêga. Essa versão foi incluída no álbum "Duetos 2" de Roberto Carlos.[10]